# 近田和生
近田 和生（ちかだ わせい、1967年10月20日 - ）は、沖縄県うるま市出身の声優・ディスクジョッキー・ラジオパーソナリティ・ナレーター・俳優。特技は英語とDJ。

## 来歴
1967年、日本本土に復帰する前の沖縄島に家族とともに4歳まで住んでいたがその後本土へ。桐朋学園短期大学芸術科演劇専攻卒業後、劇団青年座養成所実習科を経て、劇団青年座に入団。1990年、青年座を休団し渡米。ニューヨークのALVIN AILEY STUDIOでダンスを学ぶ。1年後に帰国し再び青年座で活動。1995年劇団青年座を退団。その後、大沢事務所に所属し、俳優、声優（アニメ、洋画吹き替え）として活躍する一方で、ラジオ番組のパーソナリティナレーターと幅広く活躍。特にCMナレーターとしての出演作品は300作品を越えている。自らの演出でつかこうへい作品を上演するなど俳優としての活動も多い。2012年8月にDJ/音楽プロデュースの活動を専門的にプロモートするための個人事務所「studio eyebrow」を設立。
1967年 - 沖縄県石川市（現うるま市）に生まれる
1985年 - 桐朋学園短期大学芸術科演劇専攻入学
1986年 - 在学中、スカウトによりミラノスカラ座来日公演『トゥーランドット』ペルシャの王子役で舞台初出演
1987年 - 桐朋学園短期大学芸術科演劇専攻卒業
1988年 - 劇団青年座実習科を経て、劇団青年座入団
1988年 - 映画『ファンシイダンス』（周防正行監督作品）慈安役で映画デビュー
1989年 - 劇団青年座を休団し渡米、1年間滞在後、1990年帰国
1992年 - J-Trip Bar Wanna Dance? にてプロのクラブDJとしてのキャリアが始まる
1994年 - 劇団青年座退団
1995年 - 大沢事務所に所属
2000年 - つかこうへい作『定本・熱海殺人事件』初演出/主演
2006年 - DJとしてFuji Rock Festivalに初出演
2007年 - お台場潮風公園にて音楽フェスティバル「Click Love」を企画・制作
2012年 - studio eyebrow 設立。

## 人物・エピソード
- 父親は元埼玉新聞社編集局次長で画家・陶芸家の近田洋一である。
- 氏名の「和生」の読み方を「かずお」と間違えられることもある。
- 別名義DJ WASEI CHIKADAとしてクラブDJとしての活躍も知られている。
- 大のお笑い好き。「ダウンタウンのごっつええ感じ音楽祭」（エキセントリック少年ボウイオールスターズのライブ）でもDJを担当した（「親父の顔は見たくないかぁ!!」と絶叫している）。
- スケールの大きいものが苦手。富士山や八方尾根、牛久大仏や鯨など「自分の力ではどうにも動かないもの」が怖いという。

## 出演

### ナレーター

#### テレビ番組
- SMAP×SMAP（関西テレビ・フジテレビ）
- 心のスケッチ（TBSテレビ）
- ファミリー劇場番宣

### CM
- 「トヨタ・スプリンターカリブ（AE110系前期）のビデオカタログ」（トヨタ自動車）
- 「リアップX5」（大正製薬）
- 「大人のキリンレモン」（キリンビバレッジ）
- 「政府広報 骨髄提供者募集運動 蔵間龍也さん篇」（総理府（現：内閣府））
- NTT DOCOMO C.I.
- 「マックス・ビューティー」（コダック）
- 「エアー・タッチ・ファンデーション」（SK=2）
- 「氷結グリーンアップル」（キリンビール）
- 「ソフティモ」（コーセー）
- 「夏のクリアランス」（イトーヨーカ堂）
- 「FASSIO」（コーセー）
- エプソンダイレクト
- アクセンチュア
- 「大満足パック篇」（日本ケンタッキー・フライド・チキン）
- 「ソーラーシステム“サムライ”」（京セラ）
- 「液晶テレビREAL」（三菱電機）
- 「アラジンDVD」
- 「ウイニングイレブン8」（コナミ）
- 「プロ野球開幕」（日本テレビ）
- 「ニンテンドー ゲームキューブ スーパーマリオサンシャイン」（任天堂）
- 「桑田佳祐キャンペーン」（日本コカ・コーラ）
- 「映画『シュレック』予告編」（ユニバーサル）
- 「銀行ATM篇」（セブン-イレブン・ジャパン）
- 「映画『ゴーストドッグ』DVD発売」（ポニーキャニオン）
- 「TOTO」（スポーツ振興くじ）
- 「OPA!」（TOYOTA）
- 「バイオMDS-PC1」（ソニー）
- 「ビタシーゴールド」（常盤薬品工業）
- 「キャデラック・ニュー・セビル」（YANASE）
- 「スプライト」クールレモン スパークリング・エイジ篇（日本コカ・コーラ、1994年）
- 「プチビット」 ルージュとプチビット篇（ブルボン）
- 「MIZUNO WAVE」 スカイダイビング篇（ミズノ）
- ロッテリア「とんかつバーガー」おいしいハンバーガー食べたいな篇（ロッテリア）
- 「オロナミンC」（大塚化学ホールディングス）- 巨人軍選手出演CM（末期）
- KFC「熱い夏編」（日本ケンタッキー・フライド・チキン）
- 「液体ブルーレットおくだけ」（小林製薬）
- 「ショコライフ」（明治製菓）
- 「ファミマドットコム・ニュース」（ファミリーマート）
- 「三井住友銀行」
- 「WONDA圧力仕立て」（アサヒ飲料）

#### ラジオCM
- 「I'm Loving Itキャンペーン」（日本マクドナルド）
- 「SUZUKI SWIFT SPORTS」（スズキ）

### テレビアニメ
- オフサイド - 医者、主審、川本、塔本
- 機巧奇傳ヒヲウ戦記 - ワイオミング艦長
- serial experiments lain - JJ
- サザエさん - ウェイター
- SPEED GRAPHER - 兵士A、隊長
- 星界の紋章 - 係員
- 逮捕しちゃうぞ（第2シリーズ） - カルロス・ロッシ
- デビルマンレディー - アナウンサー、F-16パイロット
- NieA_7 - DJ
- ブギーポップは笑わない Boogiepop Phantom - 黒田慎平、岸田一朗
- 名探偵コナン - 男A

### OVA
- 戦闘妖精雪風 - TAB15管制官、バンシー管制官、ミンクスF.O

### ゲーム
- VIRUS - AIS隊員

### アニメCD
- KAZE - 風京四郎

### 吹き替え
- キャリー2

### 映画
- ファンシィダンス（周防正行監督） - 慈安 役

### 舞台
- トゥーランドット（ミラノスカラ座日本公演：ペルシャの王子役）
- ある馬の物語（主演：ホルストメール ※ダブルキャストの相手：小山力也）
- 定本熱海殺人事件（つかこうへい作。出演のほか演出も手がける）
- 王女メディア
- リア王
- カッコーの巣を越えて

### テレビドラマ
- あの夏に抱かれたい（日本テレビ、1989年9月）
- 土曜ワイド劇場「隅田川怪奇連続殺人」（朝日放送、1990年8月18日）
- あなただけ見えない（フジテレビ、1992年1月 - 3月）

### ラジオ
- RADIO-izm（FM-FUJI、1996年 - 1998年、水曜日・木曜日）
- MAGICAL SNOWLAND（NACK5、1997年 - 1999年）
- MAGICAL SNOWLAND EXTRA（NACK5、1997年 - 1998年シーズンオフ）

### DJ
- ダウンタウンのごっつええ感じ音楽祭

### その他
- RADIO-izmトークショー（1996年9月23日、甲府市・アピオ甲府（現セレス甲府）にて。島田奈央子と一緒に出演）

## 関連人物
- 小山力也（桐朋学園演劇科同期）
- 緒形直人（劇団青年座養成所同期）
- 中川安奈（桐朋学園演劇科の先輩）
- 西田敏行（劇団青年座在籍時代の先輩）
- 竹中直人（劇団青年座在籍時代の先輩）
- 高畑淳子（劇団青年座在籍時代の先輩）
- 津嘉山正種（劇団青年座在籍時代の師匠。2年間付き人として師事）
- バカボン鬼塚（同所属事務所）
- TaQ（共に不定期のライブイベントを行なう）
- 川島辰久（プロボクサー。入場曲も近田ナレーション付きによるものを使用）
- 松田夏樹（プロボクサー。同上）